# Станичне (Ісетський район)
Стани́чне (рос. Станичное) — село у складі Ісетського району Тюменської області, Росія.
Населення — 414 осіб (2010, 447 у 2002).
Національний склад станом на 2002 рік:
- росіяни — 87 %